# Eroi de sacrificiu 3

Afișul filmului

The Expendables 3: Eroi de sacrificiu este un film de acțiune american, ce a fost lansat în august 2014. Filmul este regizat de Patrick Hughes, după un scenariu scris de Creighton Rothenberger, Katrin Benedikt și Sylvester Stallone. Acesta este un sequel pentru filmul din 2012, The Expendables 2, și-i prezintă pe protagoniștii din seria precedentă - Sylvester Stallone, Jason Statham, Jet Li, Dolph Lundgren, Randy Couture, Terry Crews și Arnold Schwarzenegger. Adițional filmul îi mai are în distribuție pe Wesley Snipes, Antonio Banderas, Mel Gibson, Harrison Ford, Kelsey Grammer, Kellan Lutz, Ronda Rousey, Victor Ortiz, Glen Powell și Robert Davi.
Povestea filmului prezintă grupul de mercenari "The Expendables" intrând în conflict cu traficantul de arme Conrad Stonebanks (Mel Gibson), co-fondator al grupului The Expendables, care este decis să distrugă echipa.

## Distribuție
- Sylvester Stallone în rolul lui Barney Ross
- Jason Statham în rolul lui Lee Christmas
- Antonio Banderas în rolul lui Galgo[5]
- Jet Li în rolul lui Yin Yang
- Wesley Snipes în rolul lui Doc[6]
- Dolph Lundgren în rolul lui Gunner Jensen
- Mel Gibson în rolul lui Conrad Stonebanks[1]
- Harrison Ford în rolul lui Max Drummer[7]
- Arnold Schwarzenegger în rolul lui Trench Mauser
- Kelsey Grammer în rolul lui Bonaparte[8]
- Terry Crews în rolul lui Hale Caesar
- Randy Couture în rolul lui Toll Road
- Kellan Lutz în rolul lui John Smilee[9]
- Ronda Rousey este Luna[10]
- Victor Ortiz în rolul lui Mars[11]
- Glen Powell în rolul lui Thorn[12]
- Robert Davi în rolul lui Goran Vogner[13]